# Herb gminy Nowe Ostrowy
Herb gminy Nowe Ostrowy – jeden z symboli gminy Nowe Ostrowy, ustanowiony 26 listopada 2009.

## Wygląd
Herb przedstawia na tarczy w polu czerwonym podkowę srebrną z zaćwieczonym na barku krzyżem kawalerskim złotym i takimż krzyżem w środku, pod którą trzy linie faliste, błękitne.

## Symbolika

Herb Lubicz Rembielińskich

Herb Strugi, wersja baronowska

Herb gminy nawiązuje do dwóch herbów szlacheckich należących do rodzin lub osób, które wpłynęły na rozwój okolicy. Podkowa z dwoma krzyżami to godło herbu Lubicz Rembielińskich z Błonia (obecnie w granicach Krośniewic). Potrójna rzeka zaczerpnięta została z herbu Strugi przemysłowca Leopolda Kronenberga. Zarówno Rembielińscy jak i Kronenberg przyczynili się do rozwoju okolicy, m.in. doprowadzając do budowy cukrowni "Ostrowy", obok której rozwinęła się osada Nowe Ostrowy.

## Historia herbu
Przyjęty uchwałą XXXV/202/2009 z dnia 26 listopada 2009. Herb opracowano w związku z negatywną opinią Komisji Heraldycznej na temat poprzedniego herbu, nawiązującego jedynie do Lubicza. Po rozszerzeniu herbu o godło nawiązujące do Kronenberga, zgodnie z sugestiami prof. Krzysztofa Mikulskiego, herb uzyskał pozytywną opinię Komisji Heraldycznej.